# Bittium proteum
Bittium proteum is een slakkensoort uit de familie van de Cerithiidae. De wetenschappelijke naam van de soort is voor het eerst geldig gepubliceerd in 1931 door Jousseaume als Cerithium proteum.